# 飯泉喜内

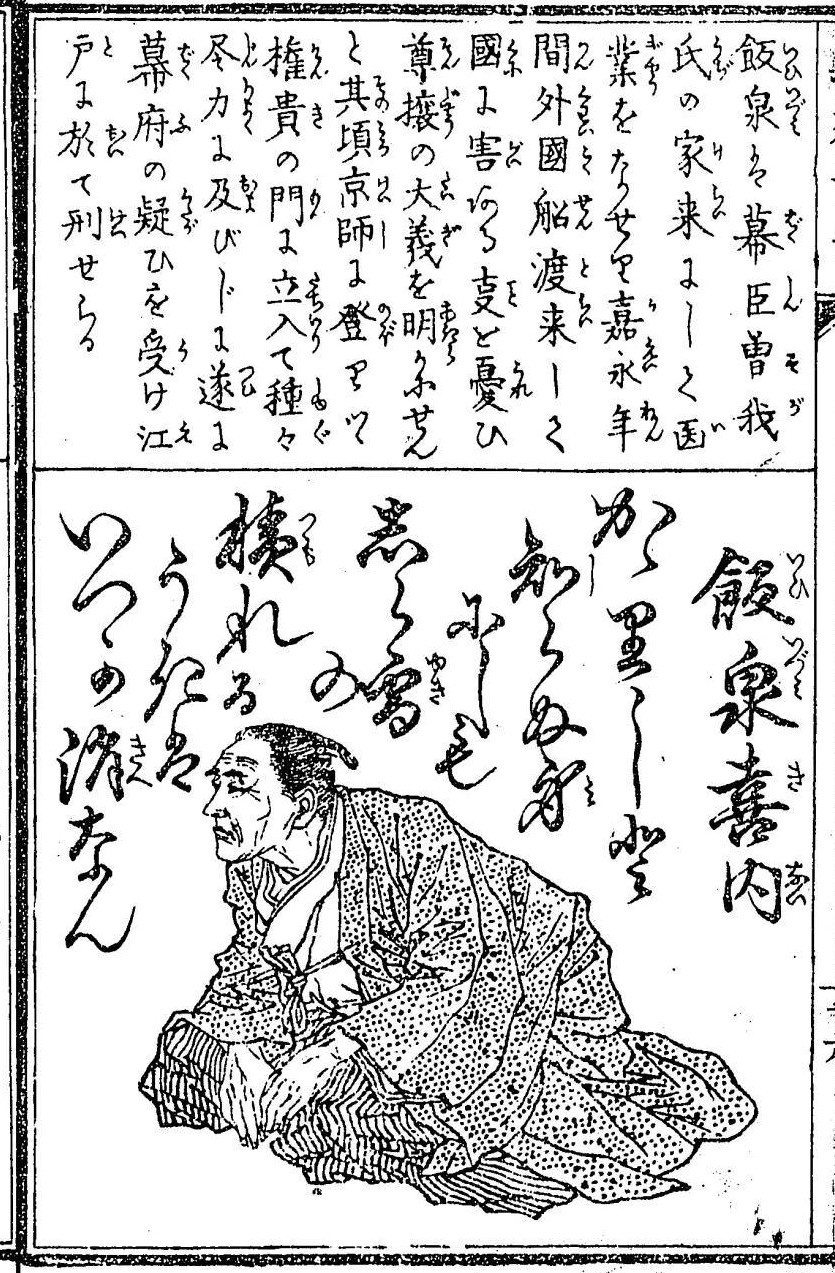
飯泉喜内の想像図。

飯泉 喜内（いいいずみ きない、文化2年（1805年） - 安政6年10月7日（1859年11月1日））は、江戸時代末期（幕末）の志士。初め渡辺六蔵を名乗った。諱は唯明、のち友輔。別称は一蔵。

## 生涯
文化2年（1805年）、誕生。
はじめ土浦藩藩主・土屋彦直に仕え、代官として民政を預かり、農政で一定の功績を残した。天保3年（1832年）、脱藩して江戸・浅草の豪商の手代となる。のち旗本曾我権右衛門の侍医飯泉春堂を娘婿に迎えて飯泉氏を名乗るようになる。
嘉永5年（1852年）、上京して三条実万の家士となって小林良典や村井正礼らと交流した。嘉永6年（1853年）、アメリカ合衆国のマシュー・ペリーの来航に際して『祈りの一言』を実万に建白して幕政を批判。安政4年（1857年）、江戸へ戻るも、京都の同志と情報を交換していた。また将軍継嗣問題では橋本左内・梅田雲浜らと一橋派に属した。ところが安政5年（1858年）、真福寺のロシア人との接触を疑われて下田奉行手付書役・大沼又三郎に捕えられる。自宅からは数多の書類が押収され、その中に多くの志士との手紙などがあったことから安政の大獄に発展した。なお、「安政の大獄」は明治以降に定着した呼称で、当時はこうした経緯から「飯泉喜内初筆一件」と呼ばれた。
安政6年（1859年）、橋本左内や頼三樹三郎らとともに江戸伝馬町牢屋敷で斬刑に処された。享年55。墓所は東京都荒川区南千住の回向院。